# Битва при Лусаиле
Битва при Лусаиле (араб. معركة لوسيل‎, исп. Batalla de Lusail, нидерл. Slag van Lusail) — название футбольного матча, сыгранного в четвертьфинале чемпионата мира по футболу 2022 между сборными Нидерландов и Аргентины на стадионе «Лусаил Айконик» в Лусаиле, в пятницу 9 декабря 2022 года. Испанский арбитр Антонио Матеу Лаос выписал рекордные для чемпионатов мира по футболу 18 желтых карточек и одну красную карточку, установив новый рекорд по количеству предупреждений на международных турнирах, проводимых ФИФА.

## Предыстория
Нидерланды и Аргентина ранее встречались девять раз, развивая соперничество друг с другом; голландцы выиграли четыре из девяти матчей, в то время как аргентинцы выиграли один матч, а остальные четыре матча закончились вничью, два из которых Аргентина выиграла по пенальти. Пять из предыдущих матчей состоялись на чемпионате мира: победа голландцев со счетом 4:0 на втором групповом этапе в 1974 году была отыграна победой аргентинцев со счетом 3:1 в финале 1978 года. Голландцы выиграли 2:1 в четвертьфинале 1998 года, а затем произошли две нулевые ничьи на групповом этапе 2006 года и на полуфинальном этапе чемпионата мира по футболу 2014 года, проходившего в Бразилии, который закончился со счетом 0:0 после дополнительного времени, а Аргентина одержала победу со счетом 4:2 в серии пенальти. Предыдущая игра была такой же напряженной и близкой, но не отличалась таким же уровнем враждебности между игроками. Единственными игроками, принявшими участие в этом матче и находившимися на поле в Лусаиле, были Лионель Месси из Аргентины и Дейли Блинд из Нидерландов, а также тренер сборной Нидерландов Луи ван Гал.
Нидерланды вышли на игру, не проиграв ни одного из 19 предыдущих международных матчей. Во время предматчевых интервью со СМИ голландская сторона дала комментарии, которые, как позже выяснилось, разочаровали аргентинскую сборную. Ван Гал заявил голландскому изданию Nederlandse Omroep Stichting: «Месси действительно самый опасный игрок, который создает больше всего моментов и сам их реализует. Но с другой стороны, он не играет много с соперником, когда владеет мячом. В этом и заключаются наши шансы». После того, как предыдущий матч двух стран на чемпионате мира закончился серией пенальти, голландский менеджер настоял на том, что команда тренировалась для такого результата, заявив: «Мы надеемся, что у нас будет небольшое преимущество, если нам придется бить пенальти». Аргентинский вратарь Эмилиано Мартинес позже заявил, что сделал скриншоты комментариев Ван Гала на своем телефоне и часто называл их мотивацией. Голландский вратарь Андрис Нопперт сообщил журналистам за несколько дней до матча, что он уверен в том, что сможет отбить пенальти Месси. Ван Гал также сказал, что «нам нужно свести счеты с Аргентиной за то, что произошло на двух чемпионатах мира назад».

## Матч

### Первый тайм

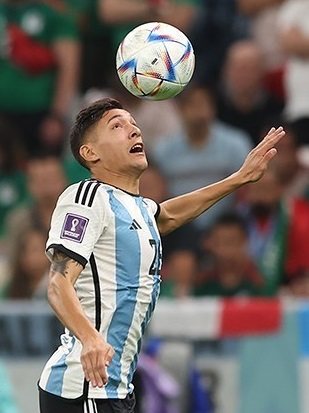
Правый защитник аргентинцев Науэль Молина забил первый гол в игре благодаря ассисту Месси.

Первая половина игры была относительно сбалансированной, и обе стороны не имели явных шансов в первые полчаса игры. Обе команды доминировали, и Аргентина была близка к созданию шанса несколько раз, но была остановлена дисциплинированной голландской обороной во главе с капитаном и одним из лучших защитников современности Вирджилом Ван Дейком. Вальтер Самуэль, помощник тренера «альбиселесте», получил предупреждение примерно на отметке получаса. Затем нападающий и капитан сборной Аргентины Лионель Месси прорезал голландскую оборону точным пасом, чтобы помочь Науэлю Молине забить первый гол в матче.
Половина матча прошла относительно без инцидентов, но игра начала становиться все более антагонистичной с 43-й минуты, когда первую желтую карточку получил голландский центральный защитник Юрриен Тимбер, за которым быстро последовало три желтых карточки для его товарища по команде Ваута Вегхорста, который в то время находился на скамейке запасных, а также для аргентинцев Кристиана Ромеро и Маркоса Акуньи, который получил второе предупреждение на турнире и, таким образом, был дисквалифицирован на полуфинал. Половина матча закончилась тем, что Аргентина контролировала игру, а голландцы не смогли создать явную возможность забить гол.

### Второй тайм

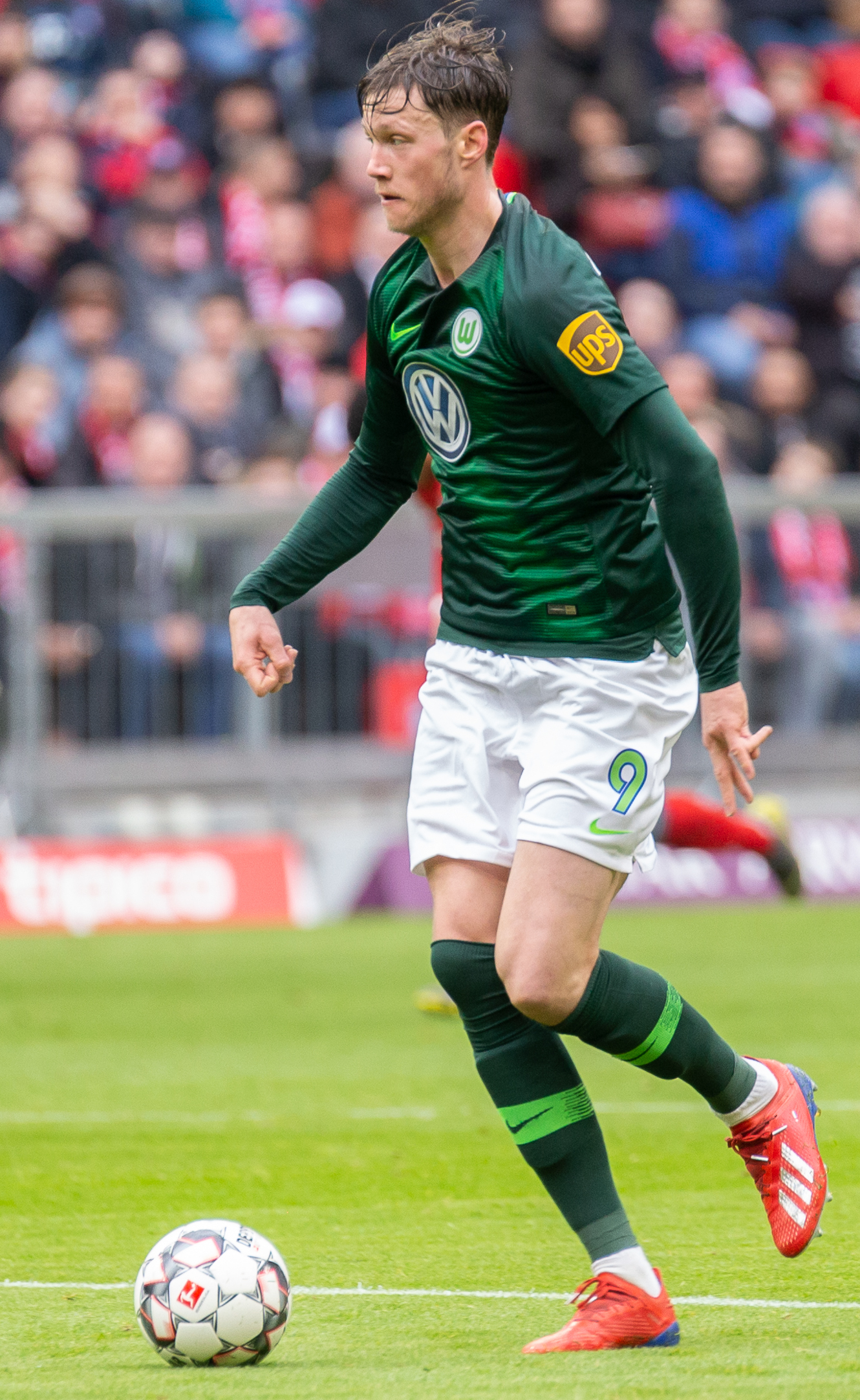
Нидерландский нападающий Ваут Вегхорст оформил дубль, в том числе гол на 90+11 минуте, который перевел матч в доп. время.

Вторая половина была очень драматичной, так как игра обострилась, и голландцы надавливали, чтобы сравнять счет. Акунья был сбит на краю штрафной Дензелом Дюмфрисом на 72-й минуте, и в результате Месси успешно реализовал 11-метровый. Гол был засчитан, несмотря на вторжение в штрафную Науэля Молины до того, как был пробит пенальти. Так или иначе, это дало аргентинцам преимущество в два гола всего за 20 минут до конца основного времени. Затем Месси отпраздновал перед тренером сборной Нидерландов Луи ван Галом и голландской скамейкой запасных. Этот гол также стал десятым голом Месси в матче чемпионата мира, сравнявшись с рекордом Габриэля Батистуты по количеству голов, забитых аргентинцем на чемпионатах мира. Месси отпраздновал гол, приложив руки к ушам перед голландской скамейкой запасных, что было сочтено насмешкой над ван Галом. Этот жест напоминал празднование гола, которое иногда использовал бывший игрок сборной Аргентины Хуан Роман Рикельме, чьи отношения с ван Галом испортились, когда они оба были в «Барселоне» в начале 2000-х. Вскоре после гола Месси на 75-й минуте на поле выбежал болельщик, но его быстро задержали стюарды. Пока голландские игроки в отчаянии пытались забить решающий гол, страсти быстро накалились, и Мемфис Депай и Лисандро Мартинес получили желтые карточки в ходе потасовки между Люком де Йонгом и Эмилиано Мартинесом.
Затем голландцы произвели замены, чтобы извлечь выгоду из преимуществ в росте и создавании моментов, которые у них были над аргентинской командой. Ваут Вегхорст, получивший желтую карточку на скамейке запасных, был одним из этих замен, выйдя на замену Депаю. Затем Вегхорст забил гол, сделав счет 2:1, обыграв вратаря ударом головой после подачи Стевена Бергейса. Затем голландцы усилили поиски важного гола для сравнивания счета, и страсти резко накалились, было вынесено несколько предупреждений. Бергейс получил желтую карточку, поскольку гнев между двумя командами усилился.
На 88-й минуте произошла кульминация матча. Леандро Паредес сфолил на Натане Аке, а затем со всей силы отправил мяч прямо в скамейку запасных голландцев, что привело к крупной драке между футболистами, когда разгневанные голландские игроки тут же прибежали к Паредесу, которого в итоге боднул грудью и повалил на землю капитан сборной Нидерландов Вирджил ван Дейк. Затем скамейка запасных аргентинцев пришла поддержать своего игрока, заметив толчки и пихания, в результате чего Паредесу тут же была вынесена желтая. Инциденты привели к тому, что напряженность возросла до такой степени, что даже тренер сборной Аргентины Лионель Скалони получил предупреждение.
Когда основное время закончилось, было добавлено 10 минут добавленного времени. На 90+11 минуте штрафной удар был назначен в пользу голландцев прямо за пределами штрафной, что дало команде последнюю возможность сравнять счет. Вместо того, чтобы выбить мяч выше стенки, которую установили аргентинские игроки, голландский полузащитник Тен Копмейнерс отдал тонкий пас Вегхорсту, который пробрался сквозь стенку и быстро забил, сравняв счет и переведя матч в дополнительное время. После финального свистка футболисты продолжили выяснять отношения, что также привело к массовой драке.

### Дополнительное время
После неожиданности от сравнявшего счет гола на последней секунде, аргентинские игроки немедленно пошли в атаку, пытаясь восстановить преимущество в воротах. Однако решительная защита Нидерландов позволила игре остаться ничейной. Аргентина продолжала давить, создала несколько моментов и была ближе всего к голу, когда удар Энцо Фернандеса попал в штангу. Поскольку после дополнительного времени счет был равным, матч перешел в серию пенальти.

### Серия пенальти

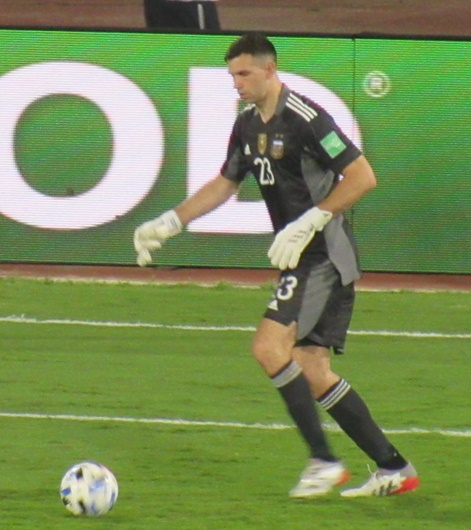
Аргентинский вратарь Эмилиано Мартинес сделал два важных сейва в серии пенальти

Капитан сборной Нидерландов Ван Дейк пробил свой первый пенальти. Его удар в левый угол был заблокирован атлетичным сейвом вратаря Мартинеса. Затем Месси забил первый пенальти в серии пенальти для своей команды и второй пенальти за матч, разведя Нопперта и мяч по разным углам, чтобы хладнокровно забить пенальти, дав Аргентине раннее преимущество 1:0. Затем Мартинес использовал несколько психологических тактик и приемов ведения игры, чтобы отвлечь своих противников и задержать их пенальти. До того, как Бергейс получил мяч, Мартинес сделал вид, что передает ему мяч, прежде чем уронить его. Затем удар Бергейса был отражен тем же Эмилиано. Затем Паредес забил, дав Аргентине преимущество 2:0 после двух забитых мячей аргентинцев. Мартинес отбил мяч в сторону, прежде чем Тен Копмейнерс нанес свой удар. Однако Копмейнерс забил, сократив разницу до 2:1. Преимущество было восстановлено Гонсало Монтиэлем, чей пенальти вывел Аргентину вперед со счетом 3:1. Вегхорст должен был забить свой пенальти, и он реализовал его, чтобы снова сократить разницу для голландцев до 3:2.
Затем Нидерланды использовали собственную тактику выведения из строя аргентинских игроков. Голландские игроки сопровождали и оскорбляли Энцо Фернандеса, чтобы понизить его уверенность перед его очередью. Это включало Вегхорста; после того, как он забил, он направился прямо к Фернандесу и обменялся с ним словами, когда последний приблизился к штрафной площади. Затем Фернандесу был предоставлен шанс вывести Аргентину в полуфинал, но он промахнулся по воротам — первый промах Аргентины в серии пенальти и счет остался 3:2. Люк Де Йонг также должен был забить, и, несмотря на то, что Мартинес выбил мяч в центральный круг перед своей очередью, он реализовал его. Пенальти Де Йонга ознаменовал счет 3:3 для Нидерландов, что привело к решающему пятому пенальти для Аргентины. Когда Лаутаро Мартинес начал выходить из центрального круга, его сопровождали и преследовали несколько голландских игроков, особенно защитник Дюмфрис, которому дали желтую карточку за неспортивное поведение. Затем Лаутаро забил гол, сделав счет 4:3 и принеся Аргентине вторую подряд победу над Нидерландами в серии пенальти.

### Детали матча
| Нидерланды                                              | 2:2     | Аргентина                                             |
| ------------------------------------------------------- | ------- | ----------------------------------------------------- |
| Вегхорст 83′, 90+11′                                    | (отчёт) | Молина 35′ · Месси 73′ (пен.)                         |
| Пенальти                                                |         |                                                       |
| Ван Дейк · Бергейс · Копмейнерс · Вегхорст · Л. Де Йонг | 3:4     | Месси · Паредес · Монтиэль · Фернандес · Ла. Мартинес |

| Нидерланды | Аргентина |

| Нидерланды:     |    |                              |               |     |
|                 |    |                              |               |     |
| Вр              | 23 | Андрис Нопперт (Херенвен)    |               |     |
| Защ             | 2  | Юрриен Тимбер (Аякс)         | 43'           |     |
| Защ             | 4  | Вирджил Ван Дейк (Ливерпуль) | (к)           |     |
| Защ             | 5  | Натан Аке (Манчестер Сити)   |               |     |
| ПП              | 22 | Дензел Дюмфрис (Интер)       | 120+8' 120+9' |     |
| ЦП              | 15 | Мартен Де Рон (Аталанта)     | 46'           |     |
| ЦП              | 21 | Френки де Йонг (Барселона)   |               |     |
| ЛП              | 17 | Дейли Блинд (Аякс)           | 64'           |     |
| АП              | 8  | Коди Гакпо (ПСВ)             | 113'          |     |
| Нап             | 10 | Мемфис Депай (Барселона)     | 76'           | 78' |
| Нап             | 7  | Стивен Бергвейн (Аякс)       | 91'           | 46' |
| Запасные:       |    |                              |               |     |
| Вр              | 13 | Джастин Бейло (Фейеноорд)    |               |     |
| Вр              | 1  | Ремко Пасвер (Аякс)          |               |     |
| Защ             | 3  | Маттейс де Лигт (Ювентус)    |               |     |
| Защ             | 6  | Стефан де Врей (Интер)       |               |     |
| Защ             | 16 | Тайрелл Маласия (Фейеноорд)  |               |     |
| Защ             | 26 | Джереми Фримпонг (Байер 04)  |               |     |
| ЦП              | 24 | Кеннет Тейлор (Аякс)         |               |     |
| ЦП              | 14 | Дэви Классен (Аякс)          |               |     |
| АП              | 20 | Тен Копмейнерс (Аталанта)    | 46'           |     |
| АП              | 25 | Хави Симонс (ПСВ)            |               |     |
| Нап             | 12 | Ноа Ланг (Брюгге)            | 113'          |     |
| Нап             | 11 | Стевен Бергейс (Аякс)        | 88'           | 46' |
| Нап             | 18 | Винсент Янссен (Антверпен)   |               |     |
| Нап             | 19 | Ваут Вегхорст (Бешикташ)     | 45+2'         | 78' |
| Нап             | 9  | Люк де Йонг (ПСВ)            | 88'           | 64' |
| Главный тренер: |    |                              |               |     |
| Луи ван Гал     |    |                              |               |     |

| Аргентина:                 |    |                                       |        |        |
|                            |    |                                       |        |        |
| Вр                         | 23 | Эмилиано Мартинес (Астон Вилла)       |        |        |
| Защ                        | 13 | Кристиан Ромеро (Тоттенхэм)           | 45'    | 78'    |
| Защ                        | 19 | Николас Отаменди (Бенфика)            | 90+12' |        |
| Защ                        | 25 | Лисандро Мартинес (Манчестер Юнайтед) | 76'    | 112'   |
| Защ                        | 26 | Науэль Молина (Атлетико Мадрид)       | 106'   |        |
| Защ                        | 8  | Маркос Акунья (Севилья)               | 43'    | 78'    |
| ЦП                         | 7  | Родриго Де Пауль (Атлетико Мадрид)    | 67'    |        |
| ЦП                         | 24 | Энцо Фернандес (Бенфика)              |        |        |
| ЦП                         | 20 | Алексис Макаллистер (Брайтон)         |        |        |
| Нап                        | 9  | Хулиан Альварес (Манчестер Сити)      | 82'    |        |
| Нап                        | 10 | Лионель Месси (ПСЖ)                   | (к)    | 90+10' |
| Запасные:                  |    |                                       |        |        |
| Вр                         | 1  | Франко Армани (Ривер Плейт)           |        |        |
| Вр                         | 12 | Херонимо Рульи (Вильярреал)           |        |        |
| Защ                        | 6  | Херман Песселья (Реал Бетис)          | 112'   | 78'    |
| Защ                        | 3  | Николас Тальяфико (Лион)              | 78'    |        |
| Защ                        | 2  | Хуан Фойт                             |        |        |
| Защ                        | 4  | Гонсало Монтиэль (Севилья)            | 109'   | 106'   |
| ОП                         | 5  | Леандро Паредес (Ювентус)             | 89'    | 67'    |
| ОП                         | 18 | Гидо Родригес (Реал Бетис)            |        |        |
| ЦП                         | 14 | Эсекиэль Паласиос (Байер 04)          |        |        |
| АП                         | 16 | Тьяго Альмада (Атланта Юнайтед)       |        |        |
| Нап                        | 17 | Папу Гомес (Севилья)                  |        |        |
| Нап                        | 15 | Анхель Корреа (Атлетико Мадрид)       |        |        |
| Нап                        | 11 | Анхель Ди Мария (Ювентус)             | 112'   |        |
| Нап                        | 21 | Пауло Дибала (Рома)                   |        |        |
| Нап                        | 22 | Лаутаро Мартинес (Интер)              | 82'    |        |
| Карточки тренескому штабу: |    |                                       |        |        |
| Вальтер Самуэль 31'        |    |                                       |        |        |
| Главный тренер:            |    |                                       |        |        |
| Лионель Скалони 90'        |    |                                       |        |        |

Игрок матча:

Лионель Месси (Аргентина)
Помощники судьи:

Пау Себриан Девис (Испания)

Роберто Диас Перес дель Паломар (Испания)

Четвёртый судья:

Виктор Гомес (ЮАР)

ВАР:

Алехандро Эрнандес (Испания)

### Статистика
| Статистика       | Нидерланды | Аргентина |
| ---------------- | ---------- | --------- |
| Голов забито     | 2          | 2         |
| Всего ударов     | 5          | 15        |
| Удары в створ    | 2          | 6         |
| Владение мячом   | 50 %       | 50 %      |
| Угловые          | 2          | 8         |
| Фолов совершено  | 30         | 18        |
| Офсайды          | 1          | 2         |
| Желтые карточки  | 8          | 8 (10)    |
| Красные карточки | 1          | 0         |

## После матча
Победа означала, что Аргентина выбила Нидерланды из борьбы в двух последних выступлениях на чемпионате мира. Аргентина вышла в полуфинал, чтобы встретиться с Хорватией, которая одержала победу в своем четвертьфинале против Бразилии, также по пенальти. Однако команда осталась без защитников Маркоса Акуньи и Гонсало Монтиеля, которым пришлось пропустить следующий раунд из-за перебора желтых карточек на протяжении всего турнира.
Игроки Аргентины были замечены злорадствующими в адрес сборной Нидерландов сразу после того, как Лаутаро Мартинес забил победный пенальти, а защитник Николас Отаменди повторил более ранний жест Месси, приложив руки к ушам и бегая перед игроками Голландии с другими подстрекающими аргентинцами. Отаменди объяснил, что их реакция была ответом на попытку игроков Голландии использовать тактику запугивания во время серии пенальти. Несколько игроков Голландии ответили на празднование Аргентины, вступив в еще одну физическую стычку, в ходе которой судья удалил Дюмфриса второй желтой карточкой. Месси обменялся «парой ласковых» с тренером сборной Нидерландов Луи ван Галом после финального свистка. Когда Эмилиано Мартинес покидал поле, он выкрикивал непристойности в адрес ван Гала и скамейки запасных Нидерландов.

### Комментарии после матча
The Telegraph написала, что послематчевые интервью продолжили агрессивный характер игры, и Месси огрызался на голландцев во время разговора. В одном из инцидентов Месси сказал: «¿Qué mirás, bobo? ¿Qué mirás, bobo? Andá pa' allá, bobo», что примерно переводится как «На что ты смотришь, дурак? Куда ты смотришь? Иди отсюда, дурак», в адрес Вегхорста. Этот момент вызвал ажиотаж в социальных сетях, породив множество мемов. Сообщается, что Вегхорст просто хотел пожать руку Месси, в результате чего некоторые СМИ посчитали комментарии Месси в его адрес словесными оскорблениями или несправедливостью.
Месси сказал журналистам после матча, что он почувствовал неуважение к себе из-за предматчевых комментариев ван Гала и заявил: «Некоторые голландские игроки слишком много говорили во время игры». Он также раскритиковал тактику Нидерландов во втором тайме, заявив: «Ван Гал говорит, что они играют в хороший футбол, но то, что он сделал, это поставил высоких людей и отбил длинные мячи». Эмилиано Мартинес также сказал: «Я слышал, как ван Гал говорил, что у нас есть преимущество в пенальти, и если они дойдут до пенальти, они выиграют, я думаю, ему нужно держать рот закрытым».
Несмотря на свои комментарии, Месси позже выразил сожаление по поводу своих действий во время и после матча. Он назвал их результатом нескольких моментов напряженности между двумя сторонами. Ван Гал, который ушел из сборной Нидерландов после выхода из турнира, снова разжег словесную войну несколько месяцев спустя, выразив свою уверенность в том, что турнир был преднамеренно спланирован для победы Аргентины. Однако капитан сборной Нидерландов Вирджил ван Дейк дистанцировался от комментариев ван Гала и сказал, что ни он, ни другие игроки сборной Нидерландов не поддерживают своего бывшего тренера в этом отношении.

## Критика

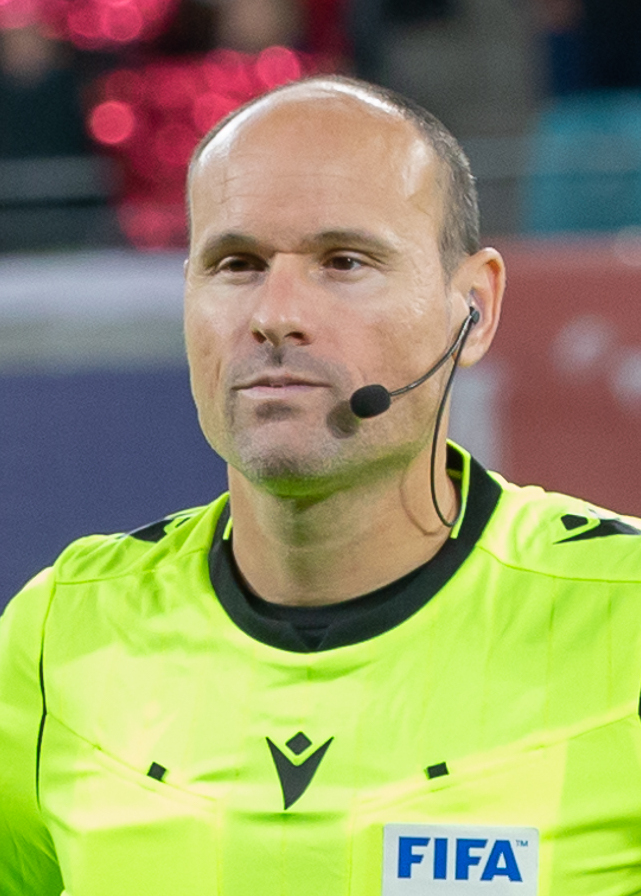
Судья Матеу Лаос получил много критики за суденный матч

Действия судьи Антонио Матеу Лаоса подверглись резкой критике, поскольку он выписал восемнадцать желтых карточек, что является рекордом для матчей чемпионата мира, в дополнение к красной карточке во время матча. Матеу Лаос также проигнорировал потенциальную игру рукой Месси, в то время как продолжительность добавленного компенсированного времени была сочтена некоторыми СМИ чрезмерной. Болельщики, эксперты и СМИ посчитали желтую карточку слишком снисходительной для некоторых инцидентов. Критике также подверглось, в частности, его решение вынести игрокам предупреждение во время серии пенальти после окончания открытой игры. Эмма Смит из BBC Sport написала в своем отчете о матче, что он «не помог делу, если быть добрым. Если быть злым, он совершил настоящий шок — размахивая желтой карточкой с энтузиазмом, он значительно усилил напряжение, и к тому времени, когда он, наконец, показал красную карточку Дюмфрису, он уже давно потерял всякий контроль над собой».
Смит также отметила невпечатленную реакцию различных игроков на судью. Месси сказал, что «[ФИФА] не может назначить судью, который не справляется с этой задачей в таких случаях», в то время как Эмилиано Мартинес охарактеризовал Матеу Лаоса как «бесполезного» и сказал: «Я думал, что мы очень хорошо контролировали игру, мы вели со счетом 2:0, и судья отдал им все. Они получили хороший удар головой, а затем все перевернулось с ног на голову, судья дал 10 минут без причины. Он просто хотел, чтобы они забили гол, вот и все, так что, надеюсь, у нас больше не будет такого судьи». CBS Sports сообщил, что после матча Матеу Лаоса отправили домой.